# Arrondissement Metz
Metz is een arrondissement van het Franse departement Moselle in de regio Grand Est. Het arrondissement is op 1 januari 2015 ontstaan toen het arrondissement Metz-Campagne werd samengevoegd met het arrondissement Metz-Ville, dat aansluitend hernoemd werd naar Metz. De onderprefectuur is het gelijknamige Metz.

## Kantons
Het arrondissement is samengesteld uit de volgende kantons:
- Kanton Coteaux de Moselle
- Kanton Metz-1
- Kanton Metz-2
- Kanton Metz-3
- Kanton Montigny-lès-Metz
- Kanton Pays Messin
- Kanton Rombas
- Kanton Sillon mosellan

en het westelijke deel van het kanton Faulquemont en zeven gemeenten van het kanton Saulnois

## Geschiedenis
Op 17 februari 1800 werden de Franse arrondissementen gevormd door Napoleon Bonaparte. Hierbij werd ook een arrondissement Metz gevormd. Dit arrondissement was Metz opgedeeld in Metz-1ère section, Metz-2ème section en Metz-3ème section. Daarnaast vielen ook de kantons Boulay, Faulquemont, Gorze, Pange, Verny, Vigy onder het toenmalige arrondissement Metz.
Toen na de Frans-Duitse Oorlog de Elzas-Lotharingen als gevolg van de Vrede van Frankfurt opgenomen werd in het Duitse Keizerrijk werd het arrondissement opgesplitst in de Landkreis Metz en een Kreisfreie Stadt Metz, waarmee de drie kantons van Metz opgeheven werden. Van het arrondissement Briey werden ook enkele gemeentes geannexeerd en die werden aan de Landkreis Diedenhofen (de Duitse naam van Thionville) en Metz toegevoegd. Deze Landkreisen werden opgenomen in het Bezirk Lothringen, evenals de stad Metz, die hoofdstad van het Bezirk werd. 
Toen het gebied na de Eerste Wereldoorlog als gevolg van de Verdrag van Versailles werd geannexeerd door Frankrijk werd de Landkreis Metz omgevormd naar het arrondissement Metz-Campagne en de stad Metz naar het arrondissement Metz-Ville, dat werd opgedeeld in 4 kantons. Deze situatie bleef, met uitzondering van de periode van Duitse bezetting tijdens de Tweede Wereldoorlog, bestaan tot de arrondissementen op 1 januari 2015 fuseerden tot het huidige arrondissement Metz.